# Григорьев, Михаил Яковлевич
Михаил Яковлевич Григорьев (в некоторых источниках — Григоров; 1912-1945) — Гвардии старший сержант Рабоче-крестьянской Красной Армии, участник Великой Отечественной войны, Герой Советского Союза (1945).

## Биография
Михаил Григорьев родился 2 мая 1912 года в станице Новопокровская (ныне — Новопокровский район Краснодарского края) в крестьянской семье. В 1941 году он был призван на службу в Рабоче-крестьянскую Красную Армию. С того же года — на фронтах Великой Отечественной войны. К марту 1945 года гвардии старший сержант Михаил Григорьев командовал пулемётным отделением 302-го гвардейского стрелкового полка 98-й гвардейской стрелковой дивизии 37-го Гвардейского стрелкового корпуса 9-й гвардейской армии 3-го Украинского фронта. Отличился во время освобождения Венгрии.
18 марта 1945 года в ходе отражения вражеской контратаки в районе населённого пункта Мадьяральмаш в 12 километрах к северу от Секешфехервара, когда создалась критическая ситуация, Григорьев с противотанковыми гранатами бросился под немецкий танк, подорвав его и ценою своей жизни сорвав контратаку и обеспечив батальону продвижение вперёд. Похоронен в Мадьяральмаше.
Указом Президиума Верховного Совета СССР от 29 июня 1945 года гвардии старший сержант Михаил Григорьев посмертно был удостоен высокого звания Героя Советского Союза. Также был награждён орденом Ленина и двумя медалями «За отвагу».

## Память
В честь Григорьева названа улица в Новопокровской.
- Мемориальная доска установлена на здании клуба Есянского хлебоприемного пункта Новопокровского района[2].